# 國分文也
國分 文也（こくぶ ふみや、1952年10月6日 - ）は、日本の実業家。大手総合商社丸紅の取締役会長。

## 人物
1952年、東京都生まれ。麻布中学校・高等学校を経て、慶應義塾大学経済学部卒業。みずほフィナンシャルグループ会長の佐藤康博は麻布の同級生である。
1975年丸紅入社。石油、エネルギー部門を中心に歩み、代表取締役副社長執行役員を経て、2013年4月から代表取締役社長。2019年4月から取締役会長。
34歳の時に米国で石油トレーディングの会社を設立したが、湾岸戦争を契機として、92年に事業を停止。この際の経験が、現在に至るまでの自身の原点となったと語っている。
座右の銘は、「逆境下で楽観し、順調時に楽観せず」。

## 略歴
- 1952年、東京都生まれ。
- 1971年3月、麻布高校卒業[3]
- 1975年
  - 3月 慶應義塾大学経済学部卒業。
  - 4月 丸紅入社。
- 2001年 石油第二部長
- 2003年 中国副総代表
- 2005年 執行役員
- 2010年 丸紅米国会社社長
- 2012年 取締役副社長執行役員
- 2013年4月 社長
- 2019年4月 取締役会長
- 2022年5月 日本貿易会会長[6]。日本機械輸出組合理事長に就任[7]。
- 2024年5月 日本貿易会会長退任。